# Березняк (Пятихатский район)
Березняк (укр. Березняк) — село,
Троицкий сельский совет,
Пятихатский район,
Днепропетровская область,
Украина.
Код КОАТУУ — 1224587502. Население по переписи 2001 года составляло 33 человека .

## Географическое положение
Село Березняк примыкает к селу Червоная Дериевка.